# Clásica San Sebastián 1981
Die Clásica San Sebastián 1981 war die 1. Austragung der Clásica San Sebastián und fand am 11. August 1981 statt. Die Gesamtdistanz des Rennens betrug 230 Kilometer. Es siegte der Spanier Marino Lejarreta vor dem Briten Graham Jones und dem Spanier Faustino Rupérez.

## Ergebnis
| Rang | Fahrer                   | Team         | Zeit         |
| ---- | ------------------------ | ------------ | ------------ |
| 1    | Marino Lejarreta         | Teka         | 6h 09' 24"   |
| 2    | Graham Jones             | Peugeot-Esso | + 2' 16"     |
| 3    | Faustino Rupérez         | Zor-Helios   | gleiche Zeit |
| 4    | Ismaël Lejarreta         | Teka         | gleiche Zeit |
| 5    | Bernardo Alfonsel        | Teka         | gleiche Zeit |
| 6    | Alberto Fernández Blanco | Teka         | gleiche Zeit |
| 7    | Juan Fernández Martín    | Kelme        | + 3' 50"     |
| 8    | Felipe Yáñez             | Teka         | gleiche Zeit |
| 9    | Guillermo de la Peña     | Zor-Helios   | + 4' 23"     |
| 10   | Jesús Suárez Cueva       | Kelme        | + 5' 04"     |